# Berufsreifeprüfung (Österreich)
Die Berufsreifeprüfung (BRP, Berufsmatura) ist ein berufsbegleitender Bildungsweg zu einer Matura (Reifeprüfung) im österreichischen Bildungssystem.

## Intention und Geschichte
Ein zentrales Anliegen des österreichischen Schulsystems ist es, den Zugang zu höheren Bildungsabschlüssen als lebenslange Chance zu gewährleisten. Die 1997 mit dem Bundesgesetz über die Berufsreifeprüfung eingeführte Berufsreifeprüfung (BRP) ist ein weiterer Schritt dazu. 2000 gab es eine Novelle, wodurch nun auch Berufsgruppen, denen die BRP bislang verwehrt blieb, der Zugang zur BRP möglich ist. Eine weitere Novelle gab es mit dem Schulrechtspaket 2005.
Sie berechtigt zu Studien an Universitäten und Fachhochschulen und entspricht in dieser Hinsicht einer Matura – sie ist eine Externistenprüfung im Sinne des § 42 des Schulunterrichtsgesetzes, BGBl. Nr. 472/1986. Außerdem erfüllt die bestandene Berufsreifeprüfung die Eingangsvoraussetzung für eine Ausbildung im gehobenen Verwaltungsdienst.
Damit eröffnen sich für Absolventen des dualen Systems (mit Lehrabschlussprüfung), für Absolventen von mindestens 3-jährigen Mittelschulen, von beruflichen Schulen, wie für Gesundheits- und Krankenpflege oder für den medizinisch-technischen Fachdienst, sowie Absolventen einer Meisterprüfung, Befähigungsprüfung oder Facharbeiterprüfung neue Berufschancen und neue Bildungsmöglichkeiten.
Die Abschlussprüfung kann aufgrund der Ausbildungszeit frühestens mit 19 Jahren, Teilprüfungen können bereits ab dem 17. Lebensjahr abgelegt werden. Damit kann die Berufsmatura nicht früher erworben werden, als die anderen Maturaformen.

## Umfang
Die Ausbildung erfolgt in den drei allgemeinbildenden Hauptfächern (Deutsch, Fremdsprache, Mathematik) im Ausmaß von 160 Stunden, im Fachbereich von 120 Stunden.
- Die Lebende Fremdsprache entfällt für diejenigen Schüler, die ein Sprachzertifikat erworben haben – im Allgemeinen die internationalen anerkannten Abschlüsse in der Art des Certificate in Advanced English (CAE). Das gilt für Englisch, Französisch, Italienisch und Spanisch[3]
- Der Fachbereich entfällt für Personen, die eine nach Inhalt, Prüfungsform, Prüfungsdauer und Niveau gleichwertige Prüfung (z. B. Meisterprüfung, gewerberechtliche Befähigungsprüfung, Abschluss einer Fachakademie, drei- oder vierjährigen Fachschule mit Absolvierung einer Abschlussarbeit, Diplomprüfung in der Krankenpflege etc.) erfolgreich abgelegt haben[4]

Die Abschlussprüfung erfolgt in Form einer Externistenprüfung („Externistenmatura“):
- Deutsch: 5-stündige schriftliche Klausurarbeit mit den Anforderungen einer Reifeprüfung einer höheren Schule und eine diesbezügliche mündliche Prüfung mit dem Ziel einer Auseinandersetzung auf höherem Niveau
- Mathematik: 4-stündige  schriftliche Klausurarbeit mit den Anforderungen einer Reifeprüfung einer höheren Schule, ab 1. April 2017 tritt das neue BRP Gesetz in Kraft, welches eine 4,5-stündige Klausurarbeit in Mathematik festsetzt.
- Lebende Fremdsprache: nach Wahl des Prüfungskandidaten eine 5-stündige schriftliche Klausurarbeit oder eine mündliche Prüfung mit den Anforderungen einer Reifeprüfung einer höheren Schule, in der Regel Englisch
- Fachbereich: 5-stündige Klausurarbeit über ein Thema aus dem Berufsfeld des Prüfungskandidaten (einschließlich des fachlichen Umfeldes) und eine diesbezügliche mündliche Prüfung mit dem Ziel einer Auseinandersetzung auf höherem Niveau

## Lehrpläne
Die Teilprüfungen der allgemeinbildenden Fächer Deutsch, Mathematik und Englisch werden nach den Zentralmaturalehrplänen abgelegt.
Die Teilprüfungen der Fachbereiche zur Berufsreifeprüfung können abgelegt werden nach dem Lehrplan folgender Schultypen:
- Allgemeinbildende höhere Schule (AHS) ausgenommen der Fachbereich
- Handelsakademie (HAK)
- Höhere technische Lehranstalt (HTL)
- sonstigen Form der berufsbildenden höheren Schule (BHS, zum Beispiel HBLA, …)

Angeboten wird sie von den meisten BHS in ihrem Fachgebiet, und den speziellen Höheren Lehranstalten für Berufstätige, wie auch an der VHS, am WIFI und dem bfi, in eigenen Klassen, oder berufsbegleitend als Abendschule.